# 국도 제12호선 (이란)
국도 제12호선(페르시아어: جاده 12, Road 12)은 서아제르바이잔주의 바자르간에서 출발하여 아르다빌주의 빌레사바르까지 이어주는 총 연장 572 km의 거리를 가진 이란의 일반 국도이다. 그러나 이 국도 노선은 중간에 아르메니아 국경선을 건너오기도 하며 아시안 하이웨이 82호선()의 일부이기도 하는 일반 국도이지만, 중간에는 아르메니아, 조지아를 거쳐 러시아까지 이어주는 유럽 고속도로 117호선과도 접촉 가능하다. 그 외에도 아제르바이잔의 국경선까지도 연결 가능한 도로망이기도 하다.